# Смотаняци
„Смотаняци“ (на английски: Hot Shots!) е американски филм от 1991 година на режисьора Джим Ейбрахамс, пародия на военните блокбъстъри, като основната сюжетна линия е заимствана от филма „Топ Гън“.

## Сюжет
Внимание:  Текстът по-долу разкрива сюжета на произведението (или части от него)!
Американският военен пилот Лиланд Харли губи контрол над своя самолет и се катапултира неуспешно, което причинява смъртта на втория пилот Доминик Фарнъм. Фарнхам успява да скочи с парашут, но е объркан с елен заради клони, закачили се за шлема му, и е убит от ловец. След 20 години синът на Лиланд – Шон „Топър“ Харли – също става пилот, но е непрекъснато измъчван от кошмари и постоянно се чувства виновен за баща си. Топър е пратен при очарователната психоложка Рамада Томпсън, в която той се влюбва. Обаче бившият приятел на Рамада – пилотът Кент Грегъри – става негов съперник. Освен това Кент е син на пилота, който загина заради бащата на Топър, а сега Грегъри, искайки да нарани Харли, постоянно му напомня за тази трагедия от миналото.
Междувременно капитан Джеймс Блок влиза в таен заговор с авиационния магнат Уилсън. Корпорацията на Уилсън е създател на най-новия изтребител „Super Fighter“ и за да го продаде на Министерството на отбраната на САЩ, Блок предлага да се организира неуспешна военна операция, в която съществуващите изтребители да покажат най-лошата си страна, след което да бъдат закупени изтребителите на Уилсън. Адмирал Томас Бенсън, най-глупавият командир в американската армия, е назначен за командир на операцията „Сънлив пор“, а най-слабите пилоти, между които и Топър Харли, ще изпълняват бойната мисия. По време на един от последните тренировъчни полети самолетът се разбива и пилотът Пийт „Мъртвеца“ Томпсън загива. Капитан Блок смята, че това е достатъчно, за да убеди флота да закупи нови изтребители, но Уилсън го нарича „малък инцидент“ и изисква по-масова загуба на самолети в реален бой.
Адмирал Бенсън дава заповед за стартиране на операция „Сънлив пор“ – атака срещу иракската атомна електроцентрала. Капитан Блок възлага на Топър да ръководи атаката и небрежно споменава Лиланд Харли. Топър получава паническа атака, иракски изтребители атакуват ескадрилата и изглежда, че мисията е на път да се провали. Но тогава Блок внезапно информира Топър, че всъщност Лиланд Харли се е опитал да спаси втория си пилот, но в крайна сметка той просто е паднал от самолета и баща му нищо не е могъл да направи. С възстановена увереност, Топър сам побеждава иракските изтребители и унищожава атомната централа, като пуска бомба директно върху Саддам Хюсеин. След като Харли се завръща на борда на самолетоносача, Грегъри посреща Топър като отличен пилот и благославя съюза на Топър и Рамада. Адмирал Бенсън разкрива капитан Блок и магната Уилсън и двамата злодеи са арестувани.

## Актьорски състав
| Актьор                 | Роля                                                                         |
| ---------------------- | ---------------------------------------------------------------------------- |
| Чарли Шийн             | Шон „Топър“ Харли – пилот от ВМС на САЩ                                      |
| Кари Елуис             | Кент Грегъри – пилот от ВМС на САЩ, съперник на „Топър“                      |
| Валерия Голино         | Рамада Томпсън – психоложка и приятелка на „Топър“                           |
| Лойд Бриджис           | Томас Бенсън – адмирал на САЩ                                                |
| Кевин Дън              | капитан Джеймс Блок – помощник на адмирал Бенсън и таен съучастник на Уилсън |
| Джон Крайър            | Джим „Левака“ Пфафенбах – радист и бивш пилот                                |
| Уилям О'Лиъри          | Пит „Мъртвеца“ Томпсън – пилот от ВМС на САЩ                                 |
| Кристи Суонсън         | Ковалски – пилот от ВМС на САЩ                                               |
| Ефрем Зимбалист младши | Уилсън – авиационен магнат                                                   |
| Бил Ъруин              | Лиланд „Бъз“ Харли – пилот и баща на „Топър“                                 |
| Райън Стайлс           | Доминик „Пощальона“ Фарнъм – пилот и баща на Кент Грегъри                    |
| Хайди Сведберг         | Мери Томпсън – съпруга на Пит „Мъртвеца“ Томпсън                             |
| Рено Тъндър            | Оватона „Старият“ – вожд на индианско племе                                  |
| Дон Лейк               | доктор Рой                                                                   |
| Силк Козарт            | тренировъчен сержант                                                         |
| Джери Халева           | Саддам Хюсеин                                                                |
| Джийн Грейтак          | Йоан Павел II                                                                |
| Чарлз Баркли           | себе си                                                                      |
| Бил Леймбир            | себе си                                                                      |

## Интересни факти
- Основната пародия е на филма „Топ Гън“. Освен това се пародират и филмите „Танцуващият с вълци“, „ Очевидец“, „Офицер и джентълмен“, „Истинските неща“, „Пълно бойно снаряжение“, „Девет седмици и половина“, „Роки“, „Отнесени от вихъра“, „Супермен: Филмът“, „Казабланка“, „Обичай ме нежно“.
- „Самолетоносачът“ във филма всъщност е дървена палуба, построена на ръба на скала на брега на Мериленд. Камерите са насочени по такъв начин, че палубата изглеждаше като кораб в открито море.
- В епизода преди сблъсъка Чарли Шийн казва: „Взех го от Пола Абдул“. По време на излизането на филма Пола Абдул е омъжена за брата на Шийн – Емилио Естевес, което означава, че Пола е снаха на Чарли.
- Името на главния герой Топър Харли идва от името на скутера „Harley Topper“, който е произведен от известната компания „Harley-Davidson“ през 1960 г.
- Филмът е избран за участие в Кралското кинематографско представление на Великобритания през 1991 г., на което лично присъства кралица Елизабет II.
- Няколко сцени със самолетоносач са взети от филма „Flight of the Intruder“, включително полета на 4 самолета, пристигането на пилотите на самолетоносача, зареждането на бомби на самолета и изстрелването на самолет от палубата на самолетоносач.
- Истинското име на Топър е Шон. Това може да се види на значката му за самоличност в офиса на Рамада по време на първата им среща.
- Режисьорът Ейбрахамс първо се обръща към един от любимите си актьори Лесли Нилсен, за да изиграе лудия адмирал Бенсън, но Нилсън му отказва, казвайки: „Мисля, че вече направих достатъчно филми с вас“. В резултат на това ролята е дадена на Лойд Бриджис, който изигра Бенсън толкова добре, че Ейбрахамс му повери ролята на президента на Съединените щати в продължението „Смотаняци 2“.
- Боксовият мач във филма директно пародира филма „Роки“. Боксьорите и треньорите са облечени в точно същите цветове дрехи и униформи, носени от Силвестър Сталоун, Карл Уедърс, Бърджис Мередит и Тони Бъртън в оригиналния филм.
- Противниците на Топър във филма летят с Northrop T-38 Talon. Това е двудвигателен учебен самолет, използван от ВВС на САЩ като свръхзвуков учебен самолет за пилоти и астронавти.
- Актьорът Уилям О'Лиъри, който изигра проваления пилот с прякор „Мъртвеца“ в този филм, изигра лудия пилот капитан Еди Гордан във филма „Полетът на черния ангел“ същата година.
- По време на сцената, в която героите, дишащи хелий, общуват помежду си с тънки, забавни гласове, по-голямата част от диалога се състои от имената на градове в Минесота (Оватона, Мендота, Ороно и др.), които героите се редуват да произнасят.